# 瓦房口乡
瓦房口乡是中国陕西省商洛市柞水县下辖的一个乡。

## 行政区划
瓦房口乡下辖以下行政区：
街垣村、金岭村、瓦房村、阳坡村、老庄村、磨沟村、大河村